# Check (рэпер)
Тимур Александрович Саед-Шах (род. 16 сентября 1987, Москва), наиболее известен под сценическим псевдонимом Check, Timur Check и T.Check (стилизовано как Тимур Чек) — российский рэп- и хип-хоп исполнитель.

## Биография
Родился 16 сентября 1987 года в Москве. Окончил школу № 293 в 2005 году, РАМ им. Гнесиных (2019) вокального факультета на очном отделении. Получил степень магистра. Корни его семьи уходят в Непал. Мать — певица Раиса Саед-Шах, бабушка — поэтесса Анна Саед-Шах. Внебрачный сын Александра Барыкина. Снимался в Ералаше.
Первый клип «Что ты хочешь?» был выпущен в ротацию на телеканал MTV Россия под названием.[когда?] Первая совместная музыкальная работа получилась в возрасте 11 лет в проекте B.I.M.. В нём принимали участие СHECK, Косяк, Ресаман, Чума (Рома Жиган). В 2001 году они выступили на «ADIDAS STREETBALL CHALLENGE» на Красной площади, это был один из самый первых концертов Тимура Чека.
Участвовал в проекте «G-77» над альбомом «Мы здесь». Позже работал с рэпером N!KO, они записали 5 совместных треков.
В 2005 году Батишта и Чек создали проект Б.и.Ч. Они выступили на концерте «HIP Hop All Stars» в Санкт-Петербурге. В дальнейшем совместно с Кравц и Лео создал проект «Качели». Был снят одноименный клип «Качели», который был показан на MTV Россия. Альбом из-за разногласий с продюсером остался невыпущенным.
Первым альбомом считается «Собачья жизнь», год выпуска неизвестен. В 2009 году выпустил альбом «Отражение». В 2010 году Чек с Kreс создал проект «Kreс и СHECK», выпустили трек «Питер-Москва». Позже Чек с Фьюзом выпустили одноименный альбом, в то же время Саед-Шах работал над еще одним сольным альбомом «Шапито», который вышел в этом же году. Следующий альбом «Классика улиц» вышел в 2011 году, в 2013 году - «Face 2 Face». В 2015 году вышли альбомы «Вне очереди» и «Сатчитананда», совместный с BMB SpaceKid. В 2016 году вышли альбомы «Не спи, Homie» «Instrumentalium». В 2017 году вышел альбом «FLOWERSUN». Последний альбом вышел в 2021 году под названием «Sofi Lo-Fi».

## Дискография
- Неизвестно — «Собачья жизнь»
- 2009 — «Отражение»[9][10]
- 2010 — проект «Kreс и СHECK» — «Питер-Москва»[11]
- 2010 — «Шапито»[12]
- 2011 — «Классика улиц»[13]
- 2013 — «Face 2 Face»[14]
- 2015 — «Вне очереди»[15][16]
- 2015 — «Сатчитананда» (совместно с BMB SpaceKid)[17][18]
- 2017 — «Flowersun»[19][20]
- 2016 — «Не спи, Homie» (EP)[21]
- 2016 — проект TaleQuale — «Instrumentalium» (EP)[22]
- 2021 — Sofi Lo-Fi[23]

### Рецензии на альбомы
За всю музыкальную карьеру выпущено несколько рецензий на альбомы рэпера. Альбом «Отражение» за 2009 год был рецензирован сайтом Rap.ru, рецензирован в архиве источника ProRap.ru. Будучи в проекте «Kreс и СHECK», альбом «Питер-Москва» за 2010 год был так же рецензирован на архивированном сайте ProRap.ru